# Nesomyrmex pittieri
Nesomyrmex pittieri is een mierensoort uit de onderfamilie van de Myrmicinae. De wetenschappelijke naam van de soort is voor het eerst geldig gepubliceerd in 1899 door Auguste Forel.